# Kuno von Praeneste
Kuno von Praeneste (* im 11. Jahrhundert; † 9. August 1122 in Palestrina) war Kardinalbischof von Praeneste.

## Leben
Er war ein Sohn des Grafen Egino I. von Dettingen, Kardinal und Bischof von Palestrina (Praeneste) sowie päpstlicher Legat in Frankreich und Deutschland.
Im Jahr 1080 war er Kaplan Wilhelms des Eroberers in England. Um 1090 lebte er dann in einer Einsiedelei in der Picardie, die 1097 mit Erlaubnis des Bischofs Lambert von Arras in das Kloster Arrouaise umgewandelt wurde. Kuno von Praeneste war einer der Vertrauten der Päpste Paschalis II. (1099–1118), Gelasius II. (1118–1119) und Kalixt II. (1119–1124), sowie einer der einflussreichsten Berater des französischen Königs Ludwig VI. (1108–1137).
1108 wurde er Kardinalbischof von Praeneste, und von 1114 bis 1121 war er päpstlicher Legat in Frankreich und Deutschland. In dieser Stellung führte er den Kampf gegen die Ansprüche des Kaisers Heinrich V. (1098–1125). Er berief und leitete die Synoden von Beauvais, Fritzlar (1118, auf der der Kirchenbann gegen Heinrich V. erneuert wurde), Gandersheim (Juli 1118, Ungültigkeitserklärung der Ernennung des Hildesheimer Bischofs Bruning), Soissons (1121, auf dem Peter Abaelard vorgeladen und sein Buch über die Trinität verurteilt wurde), Reims und Châlons-sur-Marne und trieb die Umsetzung der gregorianischen Reformen voran.